# Johannes Erici Älf
Johannes Erici Älf, född 1670, död 1720 i Marbäcks församling, Jönköpings län, var en svensk präst.

## Biografi
Johannes Älf föddes 1670. Han var son till kyrkoherden i Vårdnäs församling. Han blev 1691 student vid Uppsala universitet och prästvigdes 1700. Älf blev sedan pastorsadjunkt i Veta församling och 1702 i Södra Vi församling. Han blev 1704 komminister i Djursdala församling och 1715 kyrkoherde i Marbäcks församling. Älf avled 1720 i Marbäcks församling.

### Familj
Älf gifte sig 1704 med Catharina Strand. Hon var dotter till kyrkoherden i Södra Vi församling. De fick tillsammans barnen rådmannen Georg Älf i Skänninge, 4 söner och 1 dotter.